# Basílica dos Santos Cosme e Damião
Santi Cosma e Damiano ou Basílica dos Santos Cosme e Damião é uma igreja titular e basílica menor em Roma, Itália, dedicada aos dois irmãos, doutores, mártires e santos gregos, Cosme e Damião e localizada no Fórum de Vespasiano (em italiano:  Forum della Pace).
O cardeal-diácono protetor da diaconia dos Santos Cosme e Damião é Beniamino Stella, o prefeito da Congregação para o Clero da Cúria Romana.
A basílica é a sede geral da Cúria da Ordem Terceira de São Francisco, cujos frades são encarregados do complexo e habitam o convento anexo.

## História
O Templo de Rômulo foi dedicado pelo imperador romano Maxêncio ao seu filho Valério Rômulo, que morreu em 309 e foi deificado. É possível que o edifício tenha sua origem no Templo de Júpiter Estator ou no templo dedicado aos Penates e que Maxêncio o tenha apenas restaurado antes de re-dedicá-lo.
Ele foi cristianizado e dedicado aos santos Cosme e Damião em 527, depois que o rei ostrogótico Teodorico, o Grande (r. 474–526) e sua filha Amalasunta doaram o edifício da biblioteca do Fórum da Paz ("Bibliotheca Pacis") e do Templo de Rômulo ao papa Félix IV, que fundiu os dois para criar a basílica e dedicou-a aos irmãos gregos para fazer frente ao antigo culto pagão dos também irmãos Castor e Pólux, venerados no vizinho Templo de Castor e Pólux. A abside foi decorada com um mosaico bizantino representando a "parúsia", a Segunda Vinda de Cristo no Juízo Final.
Os corpos dos santos Marcos e Marceliano foram transladados para lá, provavelmente no século IX, e foram redescobertos em 1583 durante o pontificado do papa Gregório XIII.
Em 1632, papa Urbano VIII ordenou a reforma da basílica. A obra, projetada por Orazio Torriani e dirigida por Luigi Arrigucci, elevou o piso em sete metros, nivelando-o ao Campo Vaccino (como era conhecido o Fórum Romano na época), evitando o problema crônico da infiltração de água. O piso antigo ainda pode ser visto na igreja inferior, que nada mais é do que a porção inferior da igreja original. O claustro também foi construído nesta época.
Em 1947, as reformas nos Fóruns Imperiais deram uma nova estrutura à igreja. A antiga entrada, pelo "Templo de Rômulo", foi fechada e o templo foi restaurado à sua forma original; juntamente com o Panteão, é hoje o mais bem preservado templo romano em Roma. Uma nova entrada foi aberta do lado oposto (na via dei Fori Imperiali) e cujo arco dá acesso ao claustro e, através dele, à basílica por uma porta lateral.

## Estrutura e arte
Perto da nova entrada ao complexo estão duas salas com o pavimento original de mármore do Fórum da Paz e com a parede na qual 150 lajes de mármore do Forma Urbis Romae estão penduradas. Pelo claustro, acede-se à igreja pela lateral da nave. O plano da basílica seguiu as normas da Contrarreforma: nave simples, com três capelas de cada lado e uma grande abside, que atualmente parece grande demais por causa de uma redução de altura realizada durante uma reforma no século XVII, emoldurada por um arco triunfal, também mutilado na mesma reforma.
Os moisaicos são obras-primas da arte bizantina dos séculos VI e VII. No centro está Cristo, com São Pedro apresentando São Cosme e São Teodoro (esquerda) e São Paulo apresentando São Damião e o papa Félix IV, que segura um modelo da igreja. 

## História da medicina
A importância desta basílica para a História da Medicina não está relacionada apenas ao fato de os dois irmãos terem sido médicos e terem se tornado os padroeiros de médicos, cirurgiões, farmacêuticos e veterinários, mas também por conta de uma tradição segundo a qual Cláudio Galeno em pessoa teria ensinado na Biblioteca do Templo da Paz. Além disso, por séculos, este foi o ponto de encontro dos médicos romanos.

## Galeria

Imagens da igreja
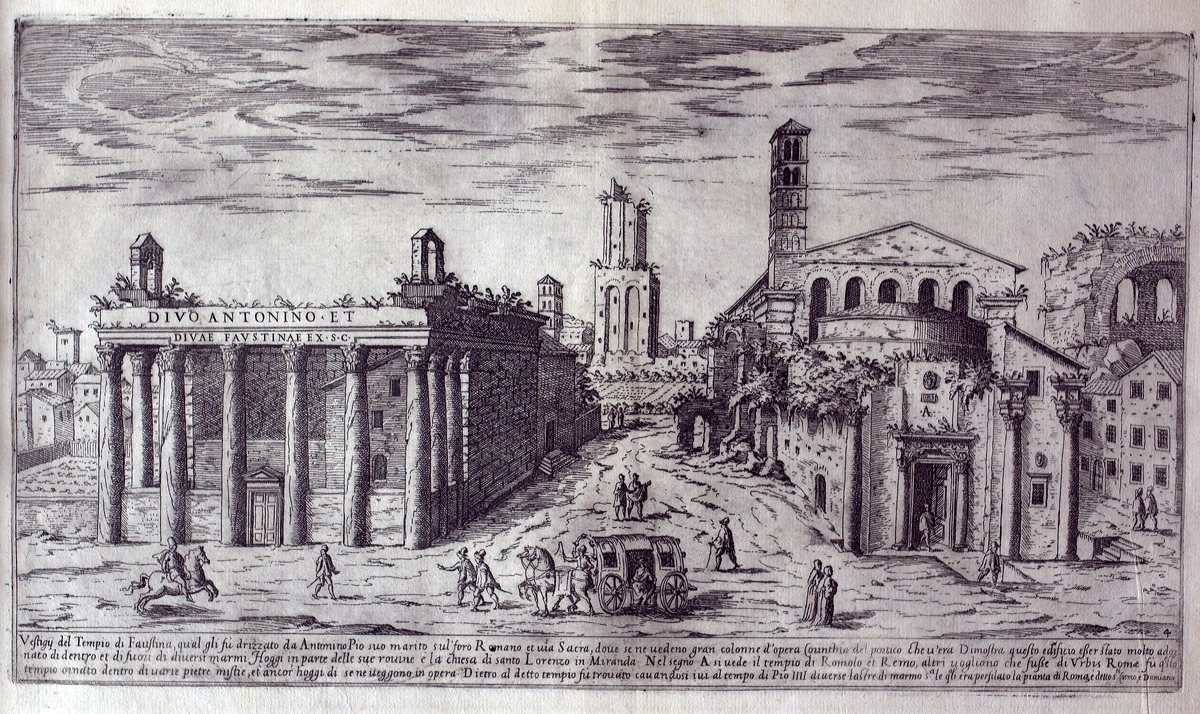
Gravura (1575) mostrando o Templo de Antonino e Faustina (Igreja de San Lorenzo in Miranda) à esquerda e Santi Cosma e Damiano à direita.
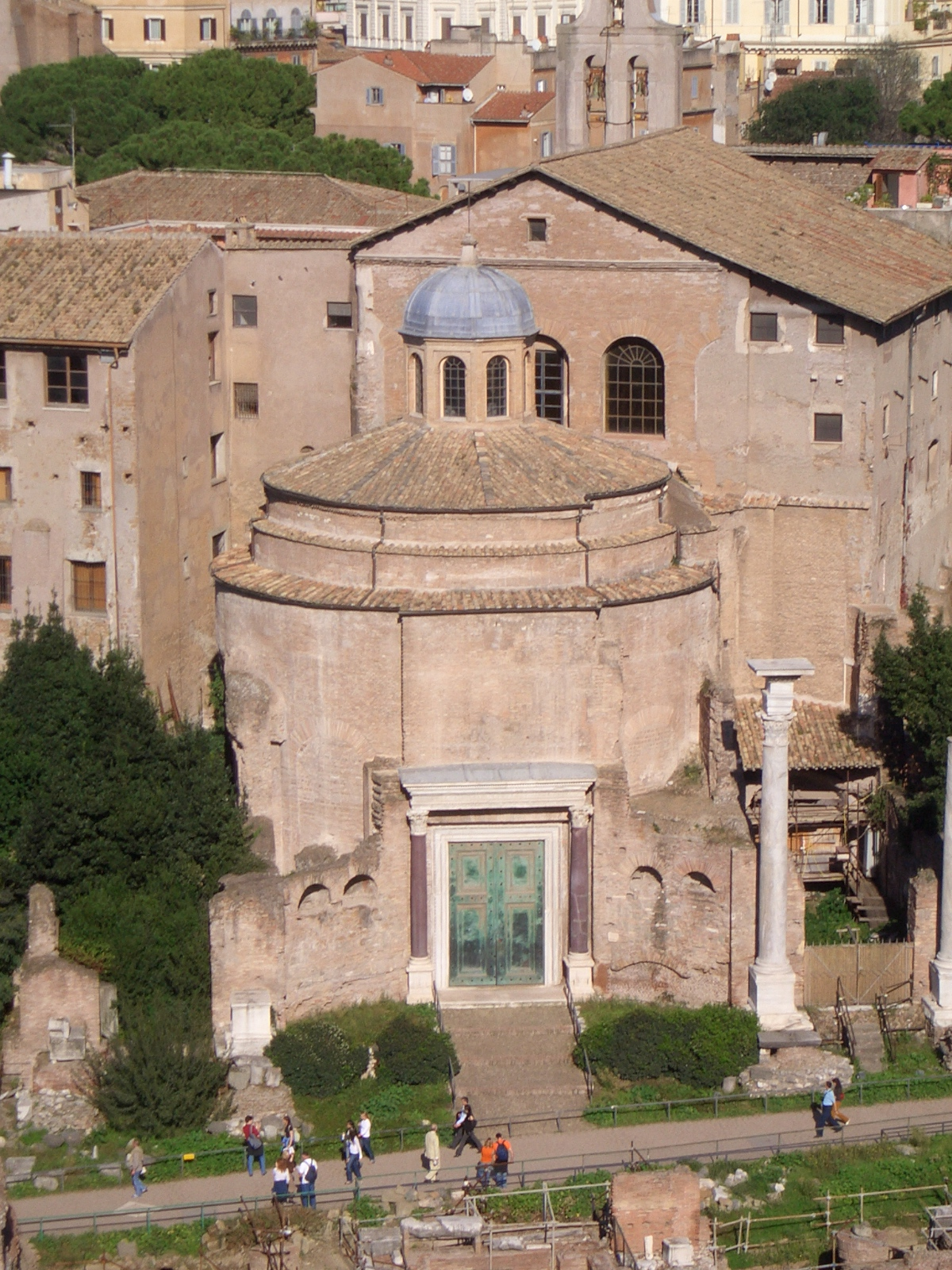
O Templo de Rômulo em primeiro plano, que já fez parte da basílica, e Santi Cosma e Damiano ao fundo.
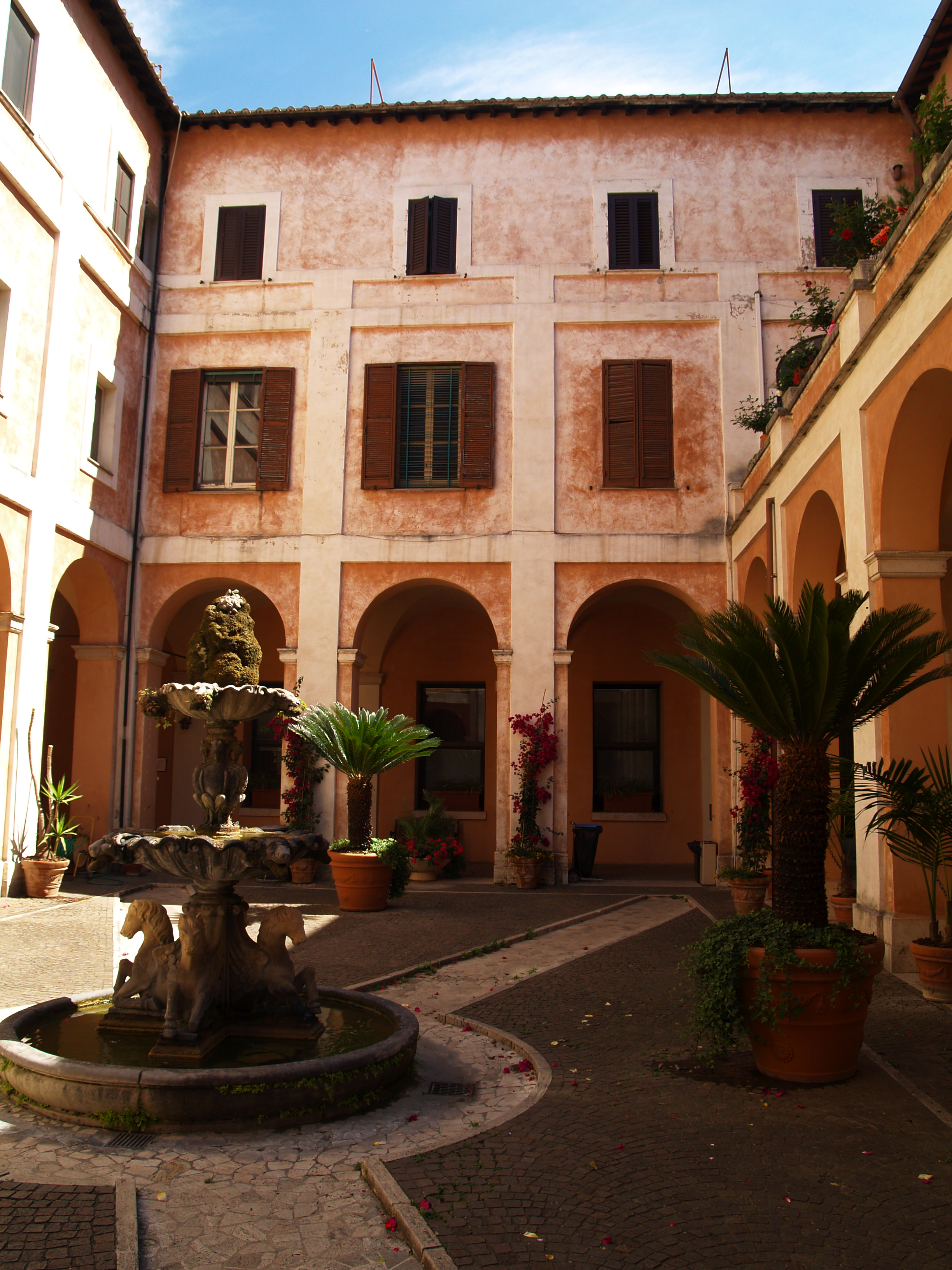
Claustro.
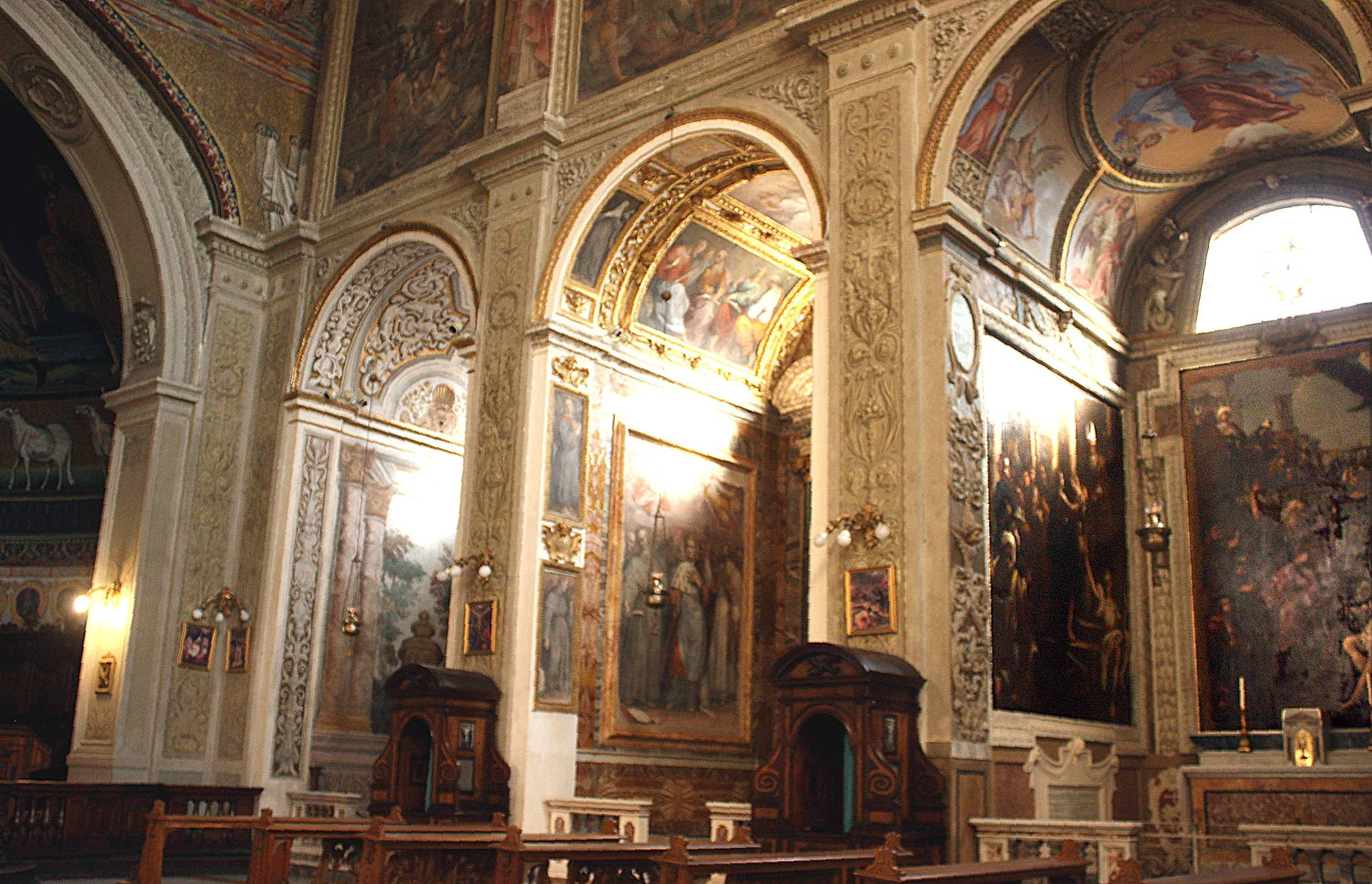
Vista do interior.
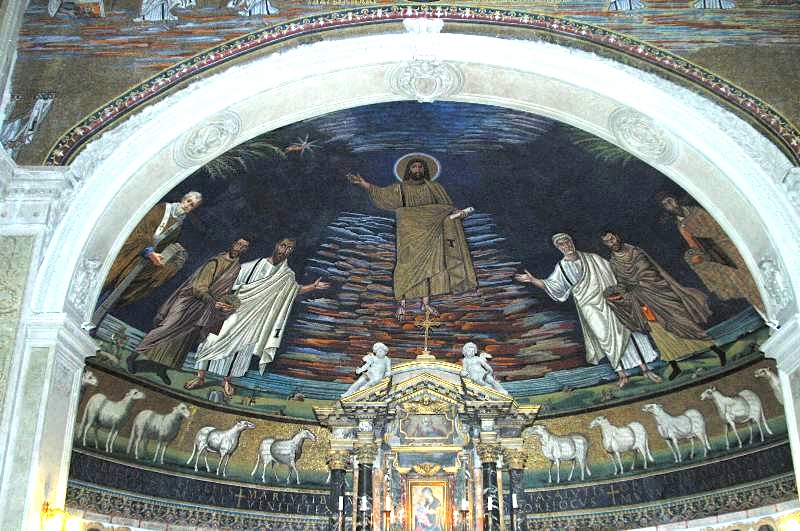
Mosaico dos séculos VI e VII na abside.